# Nykirke
Nykirke (tysk: Neukirchen; nordfrisisk: Naischöspel) er en landsby og kommune beliggende omtrent 4 km syd for grænsen i Nordfrisland i det nordvestlige Sydslesvig. Administrativt hører kommunen under Nordfrislands kreds i den tyske delstat Slesvig-Holsten. Kommunen samarbejder på administrativt plan med andre kommuner i omegnen i Sydtønder kommunefællesskab (Amt Südtondern). Nykirke er sogneby i Nykirke Sogn. Sognet lå i Viding Herred (Tønder Amt, Sønderjylland), da området tilhørte Danmark.
Stednavnet skrives på sønderjysk Nykirk og på nordfrisisk  Naischöspel eller Naisjösbel.

## Geografi
Kommunen består af mange adspredte steder og små samlinger af beboelser såsom Bondesgård eller Bondesgaarde (Bundesgaard), Bævertoft (Bevertoft), Dambøl (Dammbüll), (Store og Lille) Feddersbøl (Feddersbüll), Fegetask (Fegetasch, se også Østerdige), Hattersbøl / Hattersbølhallig (Hattersbüllhallig), Hesbøl (Hesbüll), Hornborg (Hornburg), Hyltoft eller Hultoft, Jacobsværre (Jakobswarft), Nordøstdige (Nordosterdeich) med Nordøstdigehusene, Otshusum (tidligere også Olshusum, Otzhusum), Rønneshjørne, Segelsbøl (Segelsbüll), Sil, Sønderdige (Süderdeich), Østerdige (Osterdeich) samt mindre bebyggelser og enkelte gårde. Til dem hører også Søbøl (Seebüll), hvor maleren Emil Nolde boede, og som i dag huser Nolde-Museet. Ved skellet til Aventoft kommune ligger Hyltoft Dyb.
Geografisk set består kommunen af lavtliggende marskjorder med mange små vandløb. Mange af indbyggerne bor på tidligere halliger (Hattersbølhallig, Storehallig og Bønhallig). Husene ligger ofte enten på varfter (værrer) eller langs digene, hvorpå veje går. Østerdiget adskiller Gudskogen fra Herredskogen.

## Historie
Byen dukker for første gang op i skriftlige kilder i 1314, hvor kong Erik Menved træffer beslutning om byggeri af en dæmning samt placering af et tingsted og afholdelse af et marked. I 1436 blev store dele af Vidingherred inddiget ved hjælp af en ringdige (kaldet den gyldne ring). Den på et værft liggende by Nykirke kom ikke med i den nye kog. Først med etableringen af Gudskogen i årene 1562-1566 blev Nykirke beskyttet effektiv mod stormfloder.
Byens kirke skal være opført i 1566 efter inddæmmelsen af Gudskogen. Efter forbillede fra Ribe katedral blev lidt senere indført en tidlig gotisk hvælving. Foruden rester af forskellige middelalderlige kalkmalerier har kirken en dåbssten, som måske er ældre end kirken, der viser Kristus på tronen mellem sine apostle fra det 14. århundrede, et sengotisk udskåret træalter fra det 16. århundrede og en prædikestol fra det 17. århundrede. Træklokketårnet stammer fra 1731.
I byen findes Vidingherreds Danske Skole.
Byens kirke har et fritstående klokketårn fra 1922.